# Tanya Roberts
Tanya Roberts, születési nevén Victoria Leigh Blum (New York-Bronx, 1949. október 15. – Los Angeles, 2021. január 4.) amerikai színésznő. Modellként kezdte karrierjét, majd Hollywoodban tévé- és filmszerepeket vállalt. Karrierjének fontos állomása volt 1980-ban a Charlie Angyalai, majd 1984-ben elvállalta a Sheena, a dzsungel királynője című film főszerepét, 1985-ben pedig az utolsó, Roger Moore alakította Bond mellett szerepelt a Halálvágtában.

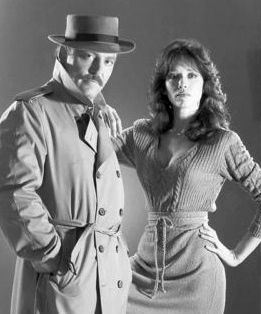
Stacy Keach és Tanya Roberts 1983-ban

## Pályafutása
Apai ágról ausztriai zsidó emigránsoktól származik. Tanya Roberts az Excedrin, az Ultra Brite, a Clairol és a Cool Ray napszemüvegek tévéhirdetéseinek modelljeként kezdte karrierjét. Komoly szerepet játszott a Broadway-n kívüli Picnic és Antigone produkciókban. Emellett táncoktatóként is dolgozott. Első filmes munkája a Forced Entry (1975) című horrorfilm volt. Ezt követte a The Yum-Yum Girls (1976) vígjáték.
1977-ben, amikor férje elkezdte saját forgatókönyvírói karrierjét, a házaspár Hollywoodba költözött. A következő évben Roberts részt vett a Fingers című drámában. 1979-ben Roberts szerepelt a Tourist Trap című kultikus filmben, valamint a Racquet és a California Dreaming című filmekben. Roberts számos televíziós produkció szereplőválogatásán szerepelt, sikertelenül; Zuma Beach (1978-as vígjáték), Pleasure Cove (1979) és Waikiki (1980).
Tanya Robertset 1980 nyarán 2000 jelölt közül választották Shelley Hack helyére a Charlie angyalai detektív televíziós sorozat ötödik évadjába. Roberts játszotta Julie Rogers-t, az utcai harcost, aki inkább az öklét használta, mint a fegyverét. A producerek abban reménykedtek, hogy Roberts jelenléte felpezsdíti a sorozat csökkenő nézettségét, és újratermeli a média érdeklődését a sorozat iránt. Az évad premierje előtt Roberts szerepelt a People magazin címlapján, ahol azt firtatták, hogy Roberts képes lesz-e megmenteni az egyre gyengébb nézettséget produkáló sorozatot a bukástól. Roberts 1980. novemberi debütálása ellenére a sorozat továbbra is rossz kritikákat kapott, emiatt 1981. júniusában megszüntették.
Ezután Tanya Roberts Kirit játszotta a The Beastmaster (1982) kaland-fantázia filmben, amelyben egy jelenetben félmeztelenül úszott. A Playboy fotózási ajánlatát is elfogadta, hogy ezzel is népszerűsítse a filmet. A képek az 1982. októberi számban jelentek meg.
1983-ban Roberts Orlando Furioso középkori regénye alapján forgatta a Szívvel és páncéllal című olasz kalandfilmet (eredeti címe: Paladini-storia d'armi e d'amori). Veldát, Mike Hammer magánnyomozó titkárnőjét a Murder Me, Murder You (1983) című televíziós filmben alakította. Ez a kétrészes film alkotta a Mike Hammer című televíziós sorozat előzményét. Azonban Roberts nem volt hajlandó továbbvinni a szerepet a Mike Hammer sorozatban, mert a következő filmjén, a Sheena: A dzsungel királynője (1984) című produkción dolgozott. A film mind jegybevétel, mind kritikai szempontból teljes bukás volt, és Tanya Roberts ezért az alakításért megkapta a "Legrosszabb színésznő" Arany Málna-díját
Roberts Bond-lányként, Stacey Sutton geológusként jelent meg az A View to a Kill (Halálvágta) (1985) című filmben. A filmben nyújtott alakításáért a kritikusok ismét Arany Málna-díjra jelölték. Roberts további 1980-as évekbeli filmjei közé tartozik; Night Eyes, erotikus thriller; Body Slam (1987), a profi birkózó világban játszódó akciófilm, és a Purgatórium, egy Afrikában jogtalanul bebörtönzött nőről szóló film.
Roberts az Inner Sanctumban (1991) játszott Margaux Hemingway mellett. 1992-ben Kay Egan-t alakította a Vágy bűnei című filmben. 1994-ben szerepelt a Hot Line kábeltévé-sorozatban; és a The Pandora Directive című videojátékban 1996-ban.
1998-ban Roberts Midge Pinciotti szerepét vállalta a That '70s Show televíziós produkcióban. Roberts az E! True Hollywood Story tv-showban nyilatkozott arról, hogy férje gyógyíthatatlan betegsége miatt 2001-ben elhagyja a sorozatot. 2005-ben végérvényesen visszavonult a színjátszástól.

## Magánélete
Tanya Roberts 1974-ben kötött házasságot Barry Roberts forgatókönyvíróval és egészen 2006-ig, férje haláláig együtt éltek. Gyermekük nem született.

## Halála
Tanya Roberts 2020. december 24-én, egy kirándulás után a lakásában esett össze, majd a Los Angeles-i Cedars-Sinai kórházba szállították. Január 3-án több hírügynökség tévesen a halálhírét közölte, miután élettársa, Lance O'Brien félreérthetően nyilatkozott a színésznő menedzserének, aki a hírt továbbította a nyilvánosság felé. Ezután a kórház kénytelen volt egy a halálhírt cáfoló nyilatkozatot közzétenni. Január 4-én este azonban Tanya Roberts meghalt a már korábban diagnosztizált betegsége szövődményeinek következtében. Ezt 5-én hivatalosan is megerősítették.

## Filmjei
- Azok a 70-es évek show (1998)
- (Sins of Desire) (1993)
- Ha te nem vagy képes, édes (1992)
- Hölgyek játéka (1991)
- (Inner Sanctum) (1991)
- (Night Eyes) (1990)
- Telitalálat (1987)
- 007 – Halálvágta (1985)
- Sheena, a dzsungel királynője (1984)
- Mike Hammer: A nőfaló magándetektív (1983)
- (Paladini – storia d'armi e d'amori) (1983)
- A Vadak ura (1982)
- (Tourist Trap) (1979)
- Charlie angyalai (tévésorozat, 1976)